# 豪伊在丘 (佛罗里达州)
豪伊在丘（英語：Howey-in-the-Hills），是美国佛罗里达州萊克縣下属的一座城镇。建立于1925年。面积约为4.8平方公里（约合1.9平方英里）。根据2010年美国人口普查，该市有人口1,098人。论人口在本州排行第326。